# تور دوچرخه‌سواری روماندی
تور دوچرخه‌سواری روماندی (فرانسوی: Tour de Romandie‎) یک تور دوچرخه‌سواری در سوئیس است.
این تور که در منطقه روماندی برگزار می‌شود از سال ۱۹۴۷ تاکنون سالانه در پنج روز انجام می‌شود.

## برندگان بر پایه کشور
| قهرمان | کشور                                                   |
| ------ | ------------------------------------------------------ |
| ۱۳     | ایتالیا                                                |
| ۱۲     | سوئیس                                                  |
| ۱۰     | فرانسه                                                 |
| ۶      | بلژیک                                                  |
| ۵      | هلند                                                   |
| ۳      | استرالیا، جمهوری ایرلند، بریتانیا، ایالات متحده آمریکا |
| ۲      | روسیه، اسپانیا، سوئد                                   |
| ۱      | کلمبیا، جمهوری چک، آلمان، نروژ، اسلوونی                |